# 宽萼岩风
宽萼岩风（学名：Libanotis laticalycina）为伞形科岩风属的植物，是中国的特有植物。分布于中国大陆的山西等地，生长于海拔1,600米的地区，常生于山坡，目前尚未由人工引种栽培。